# Apionichthys
Genre
Apionichthys est un genre de poissons pleuronectiformes de la famille des Achiridae.

## Liste d'espèces
Selon FishBase (15 octobre 2014) :
- Apionichthys dumerili Kaup, 1858
- Apionichthys finis (Eigenmann, 1912)
- Apionichthys menezesi Ramos, 2003
- Apionichthys nattereri (Steindachner, 1876)
- Apionichthys rosai Ramos, 2003
- Apionichthys sauli Ramos, 2003
- Apionichthys seripierriae Ramos, 2003